# Atybe
Atybe is een kevergeslacht uit de familie van de boktorren (Cerambycidae). De wetenschappelijke naam van het geslacht werd voor het eerst geldig gepubliceerd in 1864 door Pascoe.

## Soorten
Atybe omvat de volgende soorten:
- Atybe nyassensis Breuning, 1970
- Atybe plantii Pascoe, 1864